# Грузинци
Грузинците (на грузински: ქართველები, картвелеби) са народ, основно население на Грузия.

## История
Грузинците са един от най-древните и хомогенни народи. Те са съхранил се народ в прегръдките на Кавказ, от хилядолетните преселения на народи и племена от Азия към Европа. Техният език е от малкото запазени неиндоевропейски (прединдоевропейски) езици в Европа, в миналото широко разпространени. Дори генетически грузинците се различават от околните народи със своята G-хаплогрупа, според генетиците.
В грузинските земи са намерени едни от най-древните останки от човешкия род, датиращи от преди 45 000 години. От палеолита са открити множество древни пособия от камък и кост, а от по-късните епохи и от метал.
В древността, 3000 г. пр.н.е. грузинските племена били разселени на по-обширна територия на югозапад в Мала Азия. Народът на древното царство Хати говорел език родствен на западно кавказките, какъвто е и грузинският.
Между 6 – 2 век пр.н.е. в западните грузински земи съществувало известното на древните гърци Колхидско царство (Егриси).
През 4 век пр.н.е. в източните грузински територии се образува царство Иверия, което заема и югозападните планински земи.
По-късно през 2 век грузинците са покорени и завладени от Персия и стават част от империята.
През 7 век грузинците извоюват свое независимо феодално царство Грузия. Тогава грузинците обособяват специфичните за народа занаяти, изкуства, литература, музика, архитектура, религия. В подем е търговията и образованието.
През 15 век отново започват нашествия на перси и турци, което довело до разруха на самобитния народ на Кавказ и унищожение на близо 70 процента от грузинците.
През 1783 г. за да се спаси от мюсюлманското унищожение, грузинците искат помощ от руснаците и стават руски протекторат, а по-късно и част от Русия. Така грузинците запазват народа си и възстановяват държавата си.
След 1990 г. грузинците се отделят отново в самостоятелна държава.

## Религия
Грузинците приемат християнството на 6 май 319 г.